# Брут I Троянський
Брут Троянський (Brutus, Brut, валл. Bryttys) — міфічний король Британії, її епонім, засновник та перший король. Онук чи праонук міфічного троянського героя Енея. Вперше легенда про Брута з'явилась у 9 столітті в історичній праці Historia Britonum, автором якої вважається Ненній. Відомішою ця легенда стала у 12 столітті завдяки праці Джефрі Монмутського Historia Regum Britannie. Згідно з Джефрі, правив близько 24 років.

## Брут у Неннія
Хроніст Ненній твердить, що назва Британія походить від імені такого собі Брута, чи Бритта, першого її короля. Але єдиної думки, хто ж був цей Брут, Ненній не наводить. В його творі перелічено кілька версій:
- Брут − син Гесіціона, сина Алана. Алан − нащадок біблійного Явана, сина Яфетового, але Ненній наводить два родоводи Алана (в одному він у принципі перший європеєць, в іншому − син Реї Сильвії, доньки Нуми Помпілія, сина Асканія). Брати Брута − Франк, Роман та Аламан, епоніми відповідних європейських народів. Персонаж Гесіціон запозичений з т.зв. «Франкської таблиці народів» (тексту VI сторіччя), де він зветься Іскіон; кінець кінцем його прототип − легендарний епонім германського союзу племен істевони;
- Брут − римський консул, який завоював Британію;
- Брут − син Сильвія (син або онук Енея). Коли мати Брута була вагітна, чаклун, якого Еней попрохав передбачити майбутнє Брута, сказав, що цей хлопчик вб’є матір та батька. Мати Брута померла під час пологів, а потім Брут випадково застрілив батька під час полювання. Хоча це було зроблено без злого умислу, італійці вигнали Брута. Спершу Брут подався до Греції, але звідти його вигнали (через вбивство Турна, яке скоїв Еней), потім − до Галлії (де він заснував місто Тур), нарешті − до Британії, де й осів.

Існує припущення, що виведення слова «Британія» від латинського імені «Brutus» зрештою може бути пов’язаним із популярною працею Ісидора Севільського  «Етимології» (близько 560–636), в якій висувається припущення, що назва Британія походить від bruti, на тій підставі, що бритти, на думку цього автора, були звірами або дикунами.

## Брут у Джеффрі
Джеффрі Монмутський у своїй псевдоісторії спирається на третю версію Неннія, але значно її деталізує. У Джеффрі Брут явно є праонуком, а не онуком Енея; його батько — син Асканія, Сільвій. Чарівник пророкує великі речі для ненародженого Брута, але також передрікає, що той уб'є обох своїх батьків. Через Брута дійсно гинуть його батьки (матір − під час пологів, батько − внаслідок нещасного випадку на полюванні, як і в Неннія), і його виганяють. Подорожуючи до Греції, Брут виявляє групу троянців, поневолених там, стає їхнім ватажком, і після серії битв вони перемагають грецького царя Пандраса, атакуючи його табір вночі після захоплення вартових. Брут бере Пандраса в заручники та змушує відпустити свій народ. Йому віддають заміж дочку Пандраса, Ігногу або Інноген, а також кораблі та провізію для подорожі, і він вирушає у плавання.
Троянці висаджуються на безлюдний острів і знаходять покинутий храм Діани. Після виконання відповідного ритуалу Брут засинає перед статуєю богині та отримує видіння землі, де йому судилося оселитися: острів в західному океані, населеного лише кількома велетнями.
Після кількох пригод у Північній Африці та близької зустрічі з сиренами Брут виявляє іншу групу вигнаних троянців, що живуть на берегах Тірренського моря, на чолі з неймовірним воїном Корінеєм. У Галлії Коріней провокує війну з Гоффарієм Піктом, царем Аквітанії, після полювання в царських лісах без дозволу. Племінник Брута, Турон, гине в битві, і місто Тур було засноване на його могилі. Троянці виграють більшість своїх битв, але усвідомлюють, що галли мають чисельну перевагу, тому повертаються на свої кораблі та пливуть до Британії, яка тоді називалася Альбіон. Вони висаджуються на «Totonesium litus» — «морському узбережжі Тотнеса». Вони зустрічають велетнів-нащадків Альбіона та перемагають їх.
Брут переназиває острів на свою честь і стає його першим королем. Коріней стає правителем Корнуоллу , який названо на його честь. Під час свята їх переслідують велетні, але вони вбивають усіх, крім їхнього лідера, найбільшого велетня Гоемагота, якого рятують для боротьби з Корінеєм. Коріней скидає його зі скелі на смерть. Потім Брут засновує місто на берегах Темзи, яке він називає Троя Нова, або Нова Троя. З часом назва спотворюється до Тріновантум, а потім Луд перейменовує місто на Лондон. Брут створює закони для свого народу та править протягом двадцяти чотирьох років. Після смерті його поховали в Тріновантумі, а острів розділили між його трьома синами: Локрином (Логрія, майбутня Англія), Альбанактом (Альба, майбутня Шотландія) та Камбером (Камбрія, або ж Уельс).

## У подальшій культурі

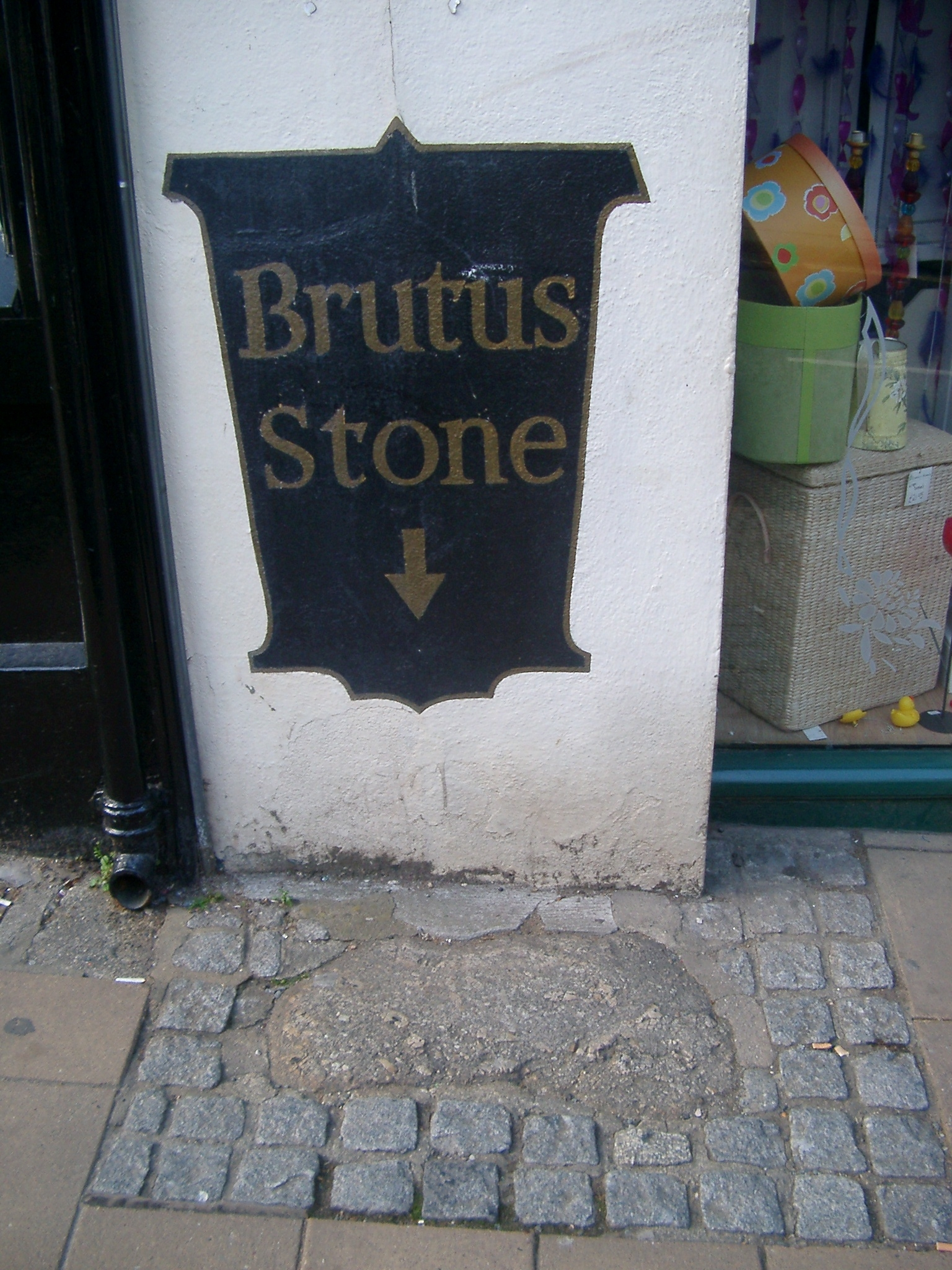
камінь Брута в Тотнесі

Ранні переклади та адаптації «Історії…» Джеффрі − нормандсько-французька «Roman de Brut» Вейса, середньоанглійська «Brut» Лайамона − були названі на честь Брута, а слово «brut» стало означати хроніку британської історії. Одна з кількох середньоваллійських адаптацій називалася «Brut y Brenhinedd» («Хроніка королів»). «Brut y Tywysogion» («Хроніка князів»), важлива хроніка валлійських правителів з VII століття до втрати незалежності, є суто історичним твором, що не містить легендарного матеріалу, але назва відображає вплив праці Джеффрі.
Ранні літописці Британії, такі як Альфред з Беверлі, Ніколас Тріве та Гіральд Камбрійський, починали свої історії Британії з Брута. Міф про Брута все ще вважався справжньою історією протягом раннього Нового часу, наприклад, у «Хроніках» Рафаеля Холіншеда (1577).
У валлійському трактаті XVII століття «Книга Баглана» описано вигаданий герб Брута − червоний чи зелений лев, що підводиться (lion rampant), на золотому тлі.
Англійський поет XVIII століття Гільдебранд Якоб склав епічну поему «Брут Троянець, засновник Британської імперії».
У «Історії» Джеффрі розповідається, що Брут та його послідовники висадилися в Тотнесі в Девоні. Камінь на Форе-стріт у Тотнесі, відомий як «Камінь Брута», увічнює цю вигадану подію. 
У 2021 році громадська радіостанція Тотнеса Soundart Radio замовила письменникові Віллу Кемпу адаптацію міфу про Брута в форматі радіодрами.

## Інші епоніми Британії
- Пізньоантичний поет I ст. до н.е. Парфеній Нікейський згадував такого собі царя на ім’я Бретаннос. Коли Геркулес переганяв корів Геріона, він навідався до його двору. Царівна Кельтина, донька Бретанноса, закохалася в героя та викрала його корів, і не віддавала, доки він не погодився розділити з нею ложе. В Геркулеса та Кельтини народився син Кельтус, який став предком кельтів[8];
- Валлійські Тріади згадують, що острів Британія мав три назви: Clas Merdin («притулок Мірддіна») − доки його не заселили люди; Y Vel Ynys («Медовий острів») − коли його заселили люди; Ynys Prydain («Острів Британія») − коли його завоював такий собі Придейн, син Аеда Великого[9]. У пізніших текстах відбуваються спроби гармонізувати цей наратив із наративом Джеффрі − але Придейн ніколи не ототожнюється з Брутом, а натомість розміщується за доби Війни П’яти Королів. Як твердив антиквар XVII сторіччя Роберт Воган (Robert Vaughan), Придейн жив невдовзі після вбивства Поррекса його матір’ю, був принцем Корнуоллу та взяв королеву-синовбивцю в полон, а потім завоював увесь острів та переназвав його Ynys Prydain[10];
- «Книга захоплень Ірландії» твердить, що бритти походять від принца на ім’я Бритайн, син Фергуса Червонобокого, сина Немеда[11].

## Родовід
- Скамандр, Засновник Троади
  -  Теукр, Цар Троади
    -  Батія, Цариця Троади
      -  Іл, Цар Троади
      -  Ерехтей, Цар Троади
        -  Трой, Цар Трої
          -  Іл, Цар Трої
            -  Лаомедонт, Цар Трої
              -  Пріам, Цар Трої
                -  Креуса, Цариця Трої, дружина Енея
                  -  Асканій Юл, Цар Альба-Лонга
                    -  Сільвій, Цар Альба-Лонга
                      -  Брут I Троянський, Король Британії